# Glenn Murray
Glenn Murray (25 de setembre de 1983) és un futbolista professional anglès que juga de davanter pel Brighton & Hove Albion FC de la Premier League.